# Nattawat Finkler
Patrick Nattawat Finkler (tiếng Thái: แพทริค ณัฐวรรธ์ ฟิงค์เลอร์, biệt danh: Pat (แพท), PaiPai (派派), nghệ danh Doãn Hạo Vũ (尹浩宇), sinh ngày 20 tháng 10 năm 2003 tại Đức, là một nam diễn viên, ca sĩ và vũ công Đức - Thái Lan, trực thuộc công ty quản lý là Giải trí Insight và là cựu thành viên của nhóm nhạc thần tượng nam Trung Quốc INTO1.

## Tiểu sử
Patrick sinh ra và lớn lên tại Đức, đến năm 10 tuổi chuyển về Roi Et, Thái Lan. Năm 2019, sau khi tham gia cuộc thi Go on Girl & Guy Star Search season 2, Patrick ký hợp đồng và chính thức trở thành nghệ sĩ của GMMTV. Patrick học cấp 3 tại trường Trung học Triam Udom Suksa, anh cũng thường xuyên lên nhận giải thưởng ở trường vì điểm kiểm tra năng lực cao. Patrick đã đỗ kỳ thi General Educational Development (GED) vào cuối năm 2020. Cũng trong khoảng thời gian đó, Patrick rời GMMTV, ký hợp đồng với Insight Entertainment và trở thành thực tập sinh của Sáng Tạo Doanh 2021 (mùa 4).
Patrick hiện đang là thành viên của nhóm nhạc thần tượng nam Trung Quốc INTO1.

## Sự nghiệp

### 2012-2019: Trước khi ra mắt
Năm 2012, Patrick chuyển về sinh sống ở Thái Lan. Năm 2019, anh tham gia chương trình Go on Girl & Guy Star Search 2019 của GMMTV và giành chiến thắng rồi gia nhập GMMTV.

### 2020: Ra mắt với vai trò diễn viên
Ngày 18 tháng 1 năm 2020, Patrick ra mắt với tư cách diễn viên trong bộ phim truyền hình đầu tay Angel Beside Me.
Ngày 6 tháng 9 năm 2020, Patrick chính thức diễn vai chính đầu tiên trong phim truyền hình The Gifted: Graduation.
Ngày 18 tháng 9 năm 2020, bộ phim I'm Tee, Me Too do Patrick đóng vai T-Bone (vai khách mời) đã chính thức được lên sóng.

### 2021: Ra mắt với INTO1
Ngày 17 tháng 2 năm 2021, Patrick tham gia chương trình thực tế tuyển chọn nhóm nhạc nam thần tượng Sáng tạo doanh 2021 của Tencent Video. Sau khi chương trình kết thúc, Patrick xếp hạng thứ 9 và trở thành thành viên của nhóm nhạc nam INTO1.
| Tập | Xếp hạng | Số phiếu      | Xếp lớp     | Ghi chú                                                             |
| 2   | 21       | Không công bố | F→C→A→A→A→A | Bị hạ xuống lớp F vì thua cuộc trong trận battle giành vị trí lớp A |
| 3   | 12       | Không công bố | F→C→A→A→A→A |                                                                     |
| 4   | 12       | Không công bố | F→C→A→A→A→A |                                                                     |
| 5   | 9        | 10,463,315    | F→C→A→A→A→A | Lần công bố kết quả xếp hạng lần 1                                  |
| 6   | 8        | Không công bố | F→C→A→A→A→A | Sân khấu công diễn 2                                                |
| 7   | 7        | 11,241,829    | F→C→A→A→A→A | Lần công bố kết quả xếp hạng lần 2                                  |
| 8   | 5        | Không công bố | F→C→A→A→A→A | Sân khấu công diễn 3                                                |
| 9   | 5        | 5,330,748     | F→C→A→A→A→A | Lần công bố kết quả xếp hạng lần 3                                  |
| 10  | 9        | 13,359,428    | F→C→A→A→A→A | Trở thành thành viên của INTO1                                      |

## Phim truyền hình
| Ngày phát sóng | Kênh             | Tên                    | Vai                        | Vai trò   | Ghi chú                                       | Nguồn       |
| 18/01/2020     | GMM 25 LINE TV   | Angel Beside Me        | Cupid                      | Khách mời | Bộ phim đầu tay, phần 'Be my love', tập 1 - 6 | [ 4 ]       |
| 06/09/2020     | GMM 25 LINE TV   | The Gifted: Graduation | Tharm Thamrongsawat (Time) | Nam chính | Vai chính đầu tiên                            | [ 5 ] [ 6 ] |
| 18/09/2020     | GMM 25, AIS Play | I'm Tee, Me Too        | T-Bone                     | Khách mời | Tập 8                                         |             |

## Chương trình truyền hình
| Năm  | Ngày phát sóng | Tên chương trình                                     | Kênh phát sóng                          | Vai trò             | Ghi chú |
| 2019 | 26/04-09/12    | Let's Play Challenge Special                         | GMMTV                                   | Khách mời           | Tập 03 |
| 2019 | 01/05-02/06    | Beauty & The Babes Season 2                          | GMMTV                                   | Thành viên cố định  | |
| 2020 | 22/04          | Arm Share                                            | GMMTV                                   | Khách mời           | Tập 37 |
| 2020 | 11/07-10/08    | Beauty & the Babes Season 3                          | GMMTV                                   | Khách mời           | Tập 2, Tập 5                                                                                                   |
| 2021 | 17/02          | Sáng tạo doanh 2021                                  | Tencent Video                           | Thí sinh            | |
| 2021 | 17/02          | Ai Là Kẻ Ngốc Trong Thế Giới Ma Sói                  | Tencent Video                           | Khách mời           | Tập 2, Tập 7, Tập 10                                                                                           |
| 2021 | 03/05-05/07    | 未知周刊！INTO1！                                    | Tencent Video, Weibo, YouTube, Bilibili | --                  | Show nhóm |
| 2021 | 05/06          | Happy Camp (Khoái Lạc đại bản doanh 2021)            | Đài Hồ Nam                              | Khách mời hỗ trợ    | Cùng INTO1 |
| 2021 | 17/06          | Kinh Kỳ Tham Bí Dạ                                   | Đài Hồ Nam, Kinh Đông TV                | Khách mời biểu diễn | Cùng INTO1 |
| 2021 | 11/07-27/09    | ONE事大吉！INTO1!                                    | Tencent Video, Weibo, YouTube, Bilibili | --                  | Show nhóm |
| 2021 | 16/07          | Ai là ca sĩ bảo tàng                                 | Đài Hồ Nam                              | --                  | Cùng INTO1 (Tập chung kết)                                                                                     |
| 2021 | 11/09          | Minh Nhật Chi Tử mùa 5                               | Tencent Video                           | Khách mời           | Cùng INTO1 (Tập 5)                                                                                             |
| 2021 | 27/10          | Đại Hội Thể Thao Siêu Tân Tinh Super Novae Game 2021 | Tencent Video                           | --                  | Show thể thao                                                                                                  |
| 2021 | 17/12          | INTO MILES                                           | Tencent Video                           | --                  | Show nhóm |
| 2022 | 14/01          | ALL KINDS OF INTO1 - TO THE SEA                      | Tencent Video, YouTube, Bilibili        | --                  | Show nhóm |
| 2022 | 11/03          | FRESH ONE                                            | Tencent Video, Weibo, YouTube, Bilibili | --                  | Show nhóm |
| 2022 | 19/06          | 50KM Đào Hoa Ổ Season 2                              | Tencent Video                           | Thành viên cố định  | Chương trình thực nghiệm về sự phát triển một cộng đồng lý tưởng của Tencent Video / Livestream 24h không nghỉ |
| 2022 | --             | Tiến về phía trước                                   | Bilibili                                | Khách mời           | Cùng Santa, Trương Gia Nguyên, AK Lưu Chương                                                                   |
| 2022 | 09/08          | ALL KINDS OF INTO1 - TO THE SKY                      | Tencent Video                           | --                  | Show nhóm |

## Concert / Fanmeeting / Sự kiện
| Năm  | Ngày phát sóng | Sự kiện                                              | Địa điểm                                           | Ghi chú                                                           |
| 2019 | 13/10          | Krukoy and The Gang presents Let’s be Heroes Concert | M-Theatre, Băng Cốc                                | Khách mời                                                         |
| 2021 | 09/04          | Fanmeeting Doki                                      | Hải Khẩu                                           | Cùng với Top 14 thực tập sinh vòng loại 2 của Sáng tạo doanh 2021 |
| 2021 | 21/05          | Viya Carnival                                        | Hàng Châu                                          | Cùng với INTO1 (Thiếu Rikimaru)                                   |
| 2021 | 15/06          | Đêm hội Kuaishou Chân Tâm 616                        | Nam Kinh                                           | Cùng với INTO1                                                    |
| 2021 | 19/06          | Fanmeeting Thuần Chân                                | Hàng Châu                                          | Cùng với INTO1                                                    |
| 2021 | 04/07          | Đêm hội thanh âm tốt nghiệp 2021                     | Hồ Nam                                             | Cùng với INTO1                                                    |
| 2021 | 18/08          | Đêm hội Ô tô 818                                     | Hàng Châu                                          | Cùng với INTO1 (Thiếu Rikimaru)                                   |
| 2021 | 17/10          | READY! INTO1 OCEAN                                   | Concert Online (Phát trên Tencent Video, TME Live) | Cùng với INTO1 (Thiếu Rikimaru)                                   |
| 2021 | 17/11          | Lễ hội âm nhạc thịnh điển Đông Phương Phong Vân      | Thượng Hải                                         | Cùng với INTO1 (Thiếu Rikimaru)                                   |
| 2022 | 09/01          | Fansign EP Phong Bạo Nhãn                            | Bắc Kinh                                           | Cùng với INTO1 (Thiếu Rikimaru)                                   |
| 2022 | 05/08          | Fansign Vạn Vật Chỉ Nam                              | Trường Sa                                          | Cùng với INTO1                                                    |

## Tác phẩm âm nhạc

### Đĩa đơn
| Năm  | Ngày phát hành | Thông tin ca khúc               | Ghi chú                                                                            |
| 2021 | 28/05          | Tiếng vọng Thục Cổ《古蜀 回响》 | Với INTO1 Santa, Rikimaru, Mika và Nine để quảng bá văn hoá Tam Tinh Đôi, Tứ Xuyên |
| 2022 | 24/05          | Gặp được《遇到》                | Dự án cover của TME                                                                |

### Tiết mục biểu diễn trongSáng tạo doanh 2021
| Ngày phát hành      | Thông tin ca khúc | Ghi chú         |
| 20 tháng 2, 2021    | Me and My Broken Heart - Mô tả bài hát: Tiết mục đánh giá sơ bộ (kết hợp) - Hát gốc: Rixton - Hợp tác biểu diễn: Nine Cao Khanh Trần                                                                      | Tập 1 (phần 2)  |
| 20 tháng 2, 2021    | Way up - Mô tả bài hát: Tiết mục đánh giá (cá nhân) - Hát gốc: Patrick Nattawat Finkler - Ghi chú: Tiết mục biểu diễn cá nhân                                                                             | Tập 1 (phần 2)  |
| 27 tháng 2 năm 2021 | Thinking 'bout you - Mô tả bài hát: Tiết mục đánh giá (cá nhân) - Hát gốc: Patrick Nattawat Finkler - Ghi chú: Tiết mục battle giành vị trí lớp A                                                         | Tập 2           |
| 27 tháng 2 năm 2021 | Like this - Mô tả bài hát: Tiết mục đánh giá sơ bộ (cá nhân) - Hát gốc: Shawn Mims - Ghi chú: Tiết mục battle giành vị trí lớp A (Lần 2)                                                                  | Tập 2           |
| 6 tháng 3, 2021     | Radio - Mô tả bài hát: Sân khấu công diễn 1 - Hát gốc: Henry Lau - Hợp tác biểu diễn: Oscar, Châu Kha Vũ, Caelan, Cốc Liễu Lâm, Lăng Tiêu                                                                 | Tập 3 (phần 2)  |
| 12 tháng 3 năm 2021 | Friends - Mô tả bài hát: Cải biên ca khúc chủ đề - Hợp tác biểu diễn: Oscar, Châu Kha Vũ, Caelan, Kazuma, Hồ Diệp Thao, Rikimaru, Vu Dương, Santa                                                         | Tập 4 (phần 2)  |
| 13 tháng 3, 2021    | 我們一起闖 - Mô tả bài hát: Bài hát chủ đề - Hát gốc: Bài hát gốc - Hợp tác biểu diễn: Tất cả học viên | Bản tiếng Trung |
| 13 tháng 3, 2021    | Chuang To-Gather Go！ - Mô tả bài hát: Bài hát chủ đề - Hát gốc: Bài hát gốc - Hợp tác biểu diễn: Tất cả học viên                                                                                         | Bản tiếng Anh   |
| 28 tháng 3, 2021    | Em Đừng Nhớ Đến Anh - Mô tả bài hát: Sân khấu công diễn 2 - Hát gốc: Điền Phức Chân - Hợp tác biểu diễn: Mika, Nine Cao Khanh Trần, Trưong Tinh Đặc, Du Canh Dần                                          | Tập 6 (phần 2)  |
| 28 tháng 3, 2021    | Bích - Mô tả bài hát: Sân khấu công diễn 3 - Hát gốc: Bài hát gốc - Hợp tác biểu diễn: Rikimaru, Oscar, Lưu Chương, Châu Kha Vũ, Trương Gia Nguyên - Khách mời trợ diễn: Lưu Tá Ninh                      | Tập 8           |
| 24 tháng 4, 2021    | 我們一起闖 - Mô tả bài hát: Biểu diễn mở màn - Hợp tác biểu diễn: Tất cả học viên | Tập 10          |
| 24 tháng 4, 2021    | Dáng hình thiếu niên - Mô tả bài hát: Sân khấu biểu diễn đêm chung kết theo nhóm - Hát gốc: Bài hát gốc - Hợp tác biểu diễn: Lưu Vũ, Santa, Rikimaru, Oscar, Châu Kha Vũ, Nine Cao Khanh Trần, Lưu Chương | Tập 10          |
| 24 tháng 4, 2021    | Bad and Boujee - Mô tả bài hát: Sân khấu solo đêm chung kết - Hát gốc: Migos ft. Lil Uzi Vert - Loại tiết mục: Dance                                                                                      | Tập 10          |
| 24 tháng 4, 2021    | Gió nổi lên rồi - Hợp tác biểu diễn: Tất cả học viên hợp xướng với Châu Thâm | Tập 10          |
| 24 tháng 4, 2021    | INTO1 - Mô tả bài hát: Sân khấu debut đầu tiên - Hợp tác biểu diễn: Thành viên INTO1 | Tập 10          |

## Hợp Tác nhãn hàng

### Đại Ngôn quảng cáo
| Năm  | Thương hiệu                   | Title                               | Ghi chú    |
| 2021 | Mông ngưu thuần chân          | Người đại ngôn sản phẩm             | Cùng INTO1 |
| 2021 | Khoái thủ ngu lạc             | Khoái thủ thanh xuân Sáng tạo doanh | Cùng INTO1 |
| 2021 | Gentle Monster                | Đại sứ thương hiệu                  | Cùng INTO1 |
| 2021 | Longines                      | Cán bộ sáng tạo Thanh lịch          | Cùng INTO1 |
| 2021 | Glico Pocky                   | Người đại ngôn sản phẩm             | Cùng INTO1 |
| 2021 | Piaget                        | Bạn thân thương hiệu                |            |
| 2021 | Atelier Cologne               | Đại sứ thương hiệu Oulong           |            |
| 2021 | Myfoodie                      | Đại sứ thanh xuân                   |            |
| 2021 | Nesqino                       | Đại sứ thương hiệu                  |            |
| 2021 | VS Sassoon                    | Hợp tác quảng bá                    |            |
| 2021 | FILA x Lanvin                 | Hợp tác quảng bá                    |            |
| 2021 | Kiehl's                       | Đại sứ thanh xuân                   |            |
| 2021 | The Bicester Village Shopping | Đại sứ tiên phong                   |            |
| 2021 | 3CE                           | Bạn thân thương hiệu                |            |
| 2021 | Balmain                       | Hợp tác quảng bá                    |            |
| 2021 | Valentino                     | Hợp tác quảng bá                    |            |
| 2022 | Valentino                     | Đại sứ thương hiệu                  | Cùng INTO1 |
| 2022 | YSL Beauty                    | Hợp tác quảng bá                    |            |
| 2022 | Kérastase                     | Hợp tác quảng bá                    |            |
| 2022 | Hanhoo                        | Đại sứ thương hiệu Kem chống nắng   |            |
| 2022 | JUYOU                         | Đại sứ thương hiệu                  |            |
| 2022 | SATINE                        | Hợp tác quảng bá                    |            |
| 2022 | Balmain                       | Hợp tác quảng bá                    |            |
| 2022 | Balmain                       | Bạn thân thương hiệu                |            |
| 2022 | GHD                           | Đại sứ lý tưởng                     |            |
| 2022 | Pomellato                     | Hợp tác quảng bá                    |            |

## Giải thưởng
| Năm  | Giải thưởng         | Hạng mục         | Kết quả | Tác phẩm               | Nguồn  |
| 2021 | LINE TV AWARDS 2021 | BEST VIRAL SCENE | Đề cử   | The Gifted: Graduation | [ 20 ] |